# Siemomysł pomorski
Siemomysł (łac. Zemuzil) (ur. 1000/1020, zm. po 29 czerwca 1046) – książę pomorski, znany jedynie ze wzmianki w Rocznikach z Niederalteich i dokumentu króla niemieckiego Henryka III z 1040.
Był prawdopodobnie potężnym władcą chrześcijańskim, którego zasięg władzy mógł obejmować nawet całe Pomorze. Przypuszcza się, że był bliżej spokrewniony z dynastią Piastów, po mieczu lub po kądzieli. Pojawiły się również teorie, jakoby pokrewieństwo z Piastami wynikało z małżeństwa Siemomysła z przedstawicielką dynastii Rurykowiczów. Książę żył w konflikcie z księciem polskim Kazimierzem Odnowicielem. Pomimo złagodzenia sporu z polskim władcą, Siemomysł wsparł wyprawę możnego Miecława na Mazowsze.

## Życiorys

### Siemomysł w dokumencie Henryka III
W 1040 cesarz Henryk III wystawił dla katedry w Naumburg (Saale) dokument, w którym pojawia się informacja o nadaniu jej beneficjum w ziemi Weita, które posiadał niejaki (łac.) Sememizl. Badacze identyfikują tego ostatniego z Siemomysłem księciem pomorskim wspomnianym w dokumencie z 1046. Przed 1040 Siemomysł mieszkał w Niemczech, skąd udał się na Pomorze. Data przybycia księcia na Pomorze nie jest znana. Przypuszcza się, że doszło do niego w czasie zbliżonym do terminu najazdu księcia czeskiego Brzetysława I na Śląsk i Wielkopolskę. Pojawił się również domysł, jakoby był identyczny z księciem pokonanym przez księcia węgierskiego Belę I około 1043.

### Siemomysł w relacjiRoczników altajskich
24 czerwca 1046 Siemomysł wziął udział w zjeździe w Merseburgu z królem niemieckim Henrykiem III, księciem czeskim Brzetysławem I i Kazimierzem I Odnowicielem. Był władcą potężnym i chrześcijańskim, gdyż był traktowany równorzędnie z innymi władcami słowiańskimi. 29 czerwca tegoż roku w Miśni doszło do złagodzenia sporów pomiędzy książętami przez niemieckiego władcę. Siemomysł nie poddał się wyrokowi z Miśni, gdyż już w 1047 książę wsparł najazd możnego Miecława na Mazowsze.

## Pokrewieństwo z Piastami
Ze względu na fakt, że imię Siemomysł nosił jeden z książąt Polan z dynastii Piastów, sądzi się, że Siemomysł książę pomorski był jego potomkiem. Teorię tę uzupełnia pochodzący z przełomu XII i XIII wieku żywot św. Wojciecha zwany (łac.) Tempore illo, który przekazał informację, że praski biskup w Gdańsku miał udzielić ślubu niewymienionemu z imienia księciu pomorskiemu i córce Bolesława I Chrobrego. Wiarygodność tego źródła jest jednak kwestionowana.

### Siemomysł jako potomek Piastów po kądzieli
Istnieje kilka koncepcji dotyczących powiązań genealogicznych między Siemomysłem księciem pomorskim a Piastami.
1. Nieznany książę pomorski miał w 996 lub 997 poślubić córkę Bolesława I Chrobrego – zwolennikiem tego poglądu był Oswald Balzer, opierający się na przekazie (łac.) Tempore illo[6]. Pogląd ten został odrzucony przez nowszą literaturę historyczną.
2. Nieznany książę pomorski poślubił córkę Mieszka I – do ślubu doszło albo w latach 80. X wieku, albo zgodnie z relacją (łac.) Tempore illo w 996 lub na początku 997[7].
3. Nieznany książę pomorski poślubił córkę Siemomysła, księcia Polan – zwolennikiem tego poglądu był Henryk Łowmiański[8]. Jeden z najwybitniejszych znawców genealogii Piastów, Kazimierz Jasiński, uważał poglądy nr 2 i 3 za równie prawdopodobne.

Na poparcie poglądu o pokrewieństwie Siemomysła z Piastami przywołuje się przekaz Galla Anonima, który nazywa Świętobora, księcia pomorskiego z przełomu XI i XII wieku, i jego syna Świętopełka krewnymi Bolesława III Krzywoustego. Pojawiły się jednak hipotezy, wyjaśniające pokrewieństwo między Świętoborem i Świętopełkiem a Piastami z pominięciem Siemomysła – przypuszczano, że nieznana źródłom córka Bolesława II Szczodrego została wydana za księcia pomorskiego, ojca Świętobora. Pojawiła się też teoria, że książęta pomorscy spokrewnili się z Piastami za ruskim pośrednictwem – księżną pomorską miała zostać nieznana źródłom córka Światopełka I, księcia kijowskiego, i jego żony, nieznanej z imienia córki Bolesława I Chrobrego.
Historycy, uważający Siemomysła za potomka polskiej księżniczki wzmiankowanej w (łac.) Tempore illo, twierdzą, że panował na Pomorzu Gdańskim.

#### Siemomysł jako potomek Piastów po kądzieli (koncepcja nr 1)
| NN ur. ? zm. ? | NN ur. ? zm. ? |                |                | NN ur. ? zm. ? | NN ur. ? zm. ? |  |  | Bolesław I Chrobry ur. 967 zm. 17 VI 1025 | Bolesław I Chrobry ur. 967 zm. 17 VI 1025 |                |                | NN, córka Rygdaga ur. ? zm. 985 | NN, córka Rygdaga ur. ? zm. 985 |
|                |                |                |                |                |                |  |  |                                           |                                           |                |                |                                 |                                 |
|                |                |                |                |                |                |  |  |                                           |                                           |                |                |                                 |                                 |
|                |                | NN ur. ? zm. ? | NN ur. ? zm. ? |                |                |  |  |                                           |                                           | NN ur. ? zm. ? | NN ur. ? zm. ? |                                 |                                 |
|                |                |                |                |                |                |  |  |                                           |                                           |                |                |                                 |                                 |
|                |                |                |                |                |                |  |  |                                           |                                           |                |                |                                 |                                 |
|                |                |                |                |                |                |  |  |                                           |                                           |                |                |                                 |                                 |

|  |  |  |  | Siemomysł (ur. 1000/1020, zm. po 29 VI 1046) |

#### Siemomysł jako potomek Piastów po kądzieli (koncepcja nr 2)
| NN ur. ? zm. ? | NN ur. ? zm. ? |                |                | NN ur. ? zm. ? | NN ur. ? zm. ? |  |  | Mieszko I ur. w okr. 922–945 zm. 25 V 992 | Mieszko I ur. w okr. 922–945 zm. 25 V 992 |                |                | Dobrawa ur. ok. 930 zm. 977 | Dobrawa ur. ok. 930 zm. 977 |
|                |                |                |                |                |                |  |  |                                           |                                           |                |                |                             |                             |
|                |                |                |                |                |                |  |  |                                           |                                           |                |                |                             |                             |
|                |                | NN ur. ? zm. ? | NN ur. ? zm. ? |                |                |  |  |                                           |                                           | NN ur. ? zm. ? | NN ur. ? zm. ? |                             |                             |
|                |                |                |                |                |                |  |  |                                           |                                           |                |                |                             |                             |
|                |                |                |                |                |                |  |  |                                           |                                           |                |                |                             |                             |
|                |                |                |                |                |                |  |  |                                           |                                           |                |                |                             |                             |

|  |  |  |  | Siemomysł (ur. 1000/1020, zm. po 29 VI 1046) |

#### Siemomysł jako potomek Piastów po kądzieli (koncepcja nr 3)
| NN ur. ? zm. ? | NN ur. ? zm. ? |                |                | NN, córka Siemomysła ur. ? zm. ? | NN, córka Siemomysła ur. ? zm. ? |  |  | NN ur. ? zm. ? | NN ur. ? zm. ? |                |                | NN ur. ? zm. ? | NN ur. ? zm. ? |
|                |                |                |                |                                  |                                  |  |  |                |                |                |                |                |                |
|                |                |                |                |                                  |                                  |  |  |                |                |                |                |                |                |
|                |                | NN ur. ? zm. ? | NN ur. ? zm. ? |                                  |                                  |  |  |                |                | NN ur. ? zm. ? | NN ur. ? zm. ? |                |                |
|                |                |                |                |                                  |                                  |  |  |                |                |                |                |                |                |
|                |                |                |                |                                  |                                  |  |  |                |                |                |                |                |                |
|                |                |                |                |                                  |                                  |  |  |                |                |                |                |                |                |

|  |  |  |  | Siemomysł (ur. 1000/1020, zm. po 29 VI 1046) |

### Siemomysł jako przedstawiciel dynastii Piastów
W literaturze historycznej istnieje też mniejszościowa hipoteza (ostatnio coraz popularniejsza), uznająca książąt pomorskich za boczną linię Piastów, wywodzącą się od jednego z synów Mieszka I i Ody (Świętopełka, Mieszka lub Lamberta). W jej myśl Siemomysł książę pomorski był synem Dytryka lub jego bratem.
Badacze, uznający Siemomysła za potomka Piastów po mieczu, lokują jego księstwo na terenie Pomorza Zachodniego lub całego Pomorza.

#### Hipotetyczny wywód Siemomysła księcia pomorskiego od Świętopełka Mieszkowica
| Świętopełk Mieszkowic ur. w okr. 979–985 zm. przed 25 V 992 (?) | Świętopełk Mieszkowic ur. w okr. 979–985 zm. przed 25 V 992 (?) |                               |                               | NN ur. ? zm. ? | NN ur. ? zm. ? |  |  | NN ur. ? zm. ? | NN ur. ? zm. ? |                |                | NN ur. ? zm. ? | NN ur. ? zm. ? |
|                                                                 |                                                                 |                               |                               |                |                |  |  |                |                |                |                |                |                |
|                                                                 |                                                                 |                               |                               |                |                |  |  |                |                |                |                |                |                |
|                                                                 |                                                                 | Dytryk ur. po 992 zm. po 1032 | Dytryk ur. po 992 zm. po 1032 |                |                |  |  |                |                | NN ur. ? zm. ? | NN ur. ? zm. ? |                |                |
|                                                                 |                                                                 |                               |                               |                |                |  |  |                |                |                |                |                |                |
|                                                                 |                                                                 |                               |                               |                |                |  |  |                |                |                |                |                |                |
|                                                                 |                                                                 |                               |                               |                |                |  |  |                |                |                |                |                |                |

|  |  |  |  | Siemomysł (ur. 1000/1020, zm. po 29 VI 1046) |

#### Hipotetyczny wywód Siemomysła księcia pomorskiego od Mieszka Mieszkowica
| Mieszko Mieszkowic ur. w okr. 978–984 zm. po 25 V 992 | Mieszko Mieszkowic ur. w okr. 978–984 zm. po 25 V 992 |                               |                               | NN ur. ? zm. ? | NN ur. ? zm. ? |  |  | NN ur. ? zm. ? | NN ur. ? zm. ? |                |                | NN ur. ? zm. ? | NN ur. ? zm. ? |
|                                                       |                                                       |                               |                               |                |                |  |  |                |                |                |                |                |                |
|                                                       |                                                       |                               |                               |                |                |  |  |                |                |                |                |                |                |
|                                                       |                                                       | Dytryk ur. po 992 zm. po 1032 | Dytryk ur. po 992 zm. po 1032 |                |                |  |  |                |                | NN ur. ? zm. ? | NN ur. ? zm. ? |                |                |
|                                                       |                                                       |                               |                               |                |                |  |  |                |                |                |                |                |                |
|                                                       |                                                       |                               |                               |                |                |  |  |                |                |                |                |                |                |
|                                                       |                                                       |                               |                               |                |                |  |  |                |                |                |                |                |                |

|  |  |  |  | Siemomysł (ur. 1000/1020, zm. po 29 VI 1046) |

#### Hipotetyczny wywód Siemomysła księcia pomorskiego od Lamberta Mieszkowica
| Lambert Mieszkowic ur. w okr. 981–986 zm. po 25 V 992 (1030?) | Lambert Mieszkowic ur. w okr. 981–986 zm. po 25 V 992 (1030?) |                               |                               | NN ur. ? zm. ? | NN ur. ? zm. ? |  |  | NN ur. ? zm. ? | NN ur. ? zm. ? |                |                | NN ur. ? zm. ? | NN ur. ? zm. ? |
|                                                               |                                                               |                               |                               |                |                |  |  |                |                |                |                |                |                |
|                                                               |                                                               |                               |                               |                |                |  |  |                |                |                |                |                |                |
|                                                               |                                                               | Dytryk ur. po 992 zm. po 1032 | Dytryk ur. po 992 zm. po 1032 |                |                |  |  |                |                | NN ur. ? zm. ? | NN ur. ? zm. ? |                |                |
|                                                               |                                                               |                               |                               |                |                |  |  |                |                |                |                |                |                |
|                                                               |                                                               |                               |                               |                |                |  |  |                |                |                |                |                |                |
|                                                               |                                                               |                               |                               |                |                |  |  |                |                |                |                |                |                |

|  |  |  |  | Siemomysł (ur. 1000/1020, zm. po 29 VI 1046) |

#### Hipoteza według poglądów: E. Rymara, B. Śliwińskiego i J. Dobosza
| Siemomysł ur. IX/X w. zm. ok. 950–960 | Siemomysł ur. IX/X w. zm. ok. 950–960 |                                           |                                           | NN ur. ? zm. ? | NN ur. ? zm. ? |  |  | Dytryk ur. ? zm. 985 | Dytryk ur. ? zm. 985 |                                 |                                 | NN ur. ? zm. ? | NN ur. ? zm. ? |
|                                       |                                       |                                           |                                           |                |                |  |  |                      |                      |                                 |                                 |                |                |
|                                       |                                       |                                           |                                           |                |                |  |  |                      |                      |                                 |                                 |                |                |
|                                       |                                       | Mieszko I ur. w okr. 922–945 zm. 25 V 992 | Mieszko I ur. w okr. 922–945 zm. 25 V 992 |                |                |  |  |                      |                      | Oda ur. w okr. 955–960 zm. 1023 | Oda ur. w okr. 955–960 zm. 1023 |                |                |
|                                       |                                       |                                           |                                           |                |                |  |  |                      |                      |                                 |                                 |                |                |
|                                       |                                       |                                           |                                           |                |                |  |  |                      |                      |                                 |                                 |                |                |
|                                       |                                       |                                           |                                           |                |                |  |  |                      |                      |                                 |                                 |                |                |

|                                           |                                           | NN ur. ? zm. ? OO ?           | NN ur. ? zm. ? OO ?           | Świętopełk Mieszkowic (ur. w okr. 979–985, zm. przed 25 V 992 (?)) lub Mieszko Mieszkowic (ur. w okr. 978–984 zm. po 25 V 992) lub Lambert Mieszkowic (ur. w okr. 981–986 zm. po 25 V 992 (1030?)) | Świętopełk Mieszkowic (ur. w okr. 979–985, zm. przed 25 V 992 (?)) lub Mieszko Mieszkowic (ur. w okr. 978–984 zm. po 25 V 992) lub Lambert Mieszkowic (ur. w okr. 981–986 zm. po 25 V 992 (1030?)) |  |  |  |  |
|                                           |                                           |                               |                               | | |  |  |  |  |
|                                           |                                           |                               |                               | | |  |  |  |  |
|                                           |                                           |                               |                               | | |  |  |  |  |
| Siemomysł ur. 1000/1020 zm. po 29 VI 1046 | Siemomysł ur. 1000/1020 zm. po 29 VI 1046 | Dytryk ur. po 992 zm. po 1032 | Dytryk ur. po 992 zm. po 1032 | | |  |  |  |  |

## Imię
Roczniki altajskie zapisały jego imię (łac.) Zemuzil. Odczytuje się je jako Siemysł albo Siemomysł; sądzi się, że pierwsza wersja mogła powstać w wyniku haplologii (zaniku zgłoski om). Istniały hipotezy, że (łac.) Zemuzil należy odczytywać jako Wszemysł (pogląd Aleksandra Brücknera) bądź Siemosił (pogląd Jerzego Dowiata); obecnie są one odrzucane w literaturze historycznej.